# TOI-700 e
TOI 700 e è un pianeta extrasolare orbitante intorno alla stella TOI-700, una nana rossa di classe M distante 101,5 anni luce dal sistema solare. Il pianeta è stato scoperto grazie al telescopio spaziale TESS nel 2023 con il metodo del transito, durante un follow-up di questo sistema, di cui erano noti già tre pianeti scoperti nel 2020. Come TOI-700 d è anch'esso situato nella zona abitabile del sistema, seppure vicino al suo limite più interno.

## Caratteristiche
TOI-700 e è il terzo pianeta del sistema in ordine di distanza dalla stella, orbita in quasi 28 giorni a una distanza di 0,134 UA. Date le dimensioni, simili a quelle terrestri, si tratta di un pianeta roccioso con superficie solida. Posto a una distanza intermedia rispetto ai pianeti c e d, riceve il 27% in più della radiazione che riceve la Terra dal Sole e la sua temperatura di equilibrio è di 305 K; questa temperatura non tiene conto dell'effetto serra causato da una probabile atmosfera, che potrebbe innalzare sensibilmente la temperatura superficiale effettiva.
A differenza del pianeta più esterno TOI-700 d, situato nella zona abitabile conservativa, questo pianeta si trova nella zona abitabile ottimistica, dove le condizioni di abitabilità possono essere presenti in qualche periodo della sua esistenza, ma non per la maggior parte della vita della stella in sequenza principale.